# Ceratothoa carinata
Ceratothoa carinata is een pissebed uit de familie Cymothoidae. De wetenschappelijke naam van de soort is voor het eerst geldig gepubliceerd in 1869 door Bianconi.